# The Sandman (film 1913)
The Sandman è un cortometraggio muto del 1913 diretto da David Miles.

## Produzione
Il film fu prodotto dalla Kinemacolor Company.

## Distribuzione
Distribuito dalla Kinemacolor Company, il film - un cortometraggio a colori - uscì nelle sale cinematografiche USA nel maggio 1913.